# Sonic Forces
Sonic Forces est un jeu vidéo de plates-formes développé par Sonic Team et édité par Sega, sorti en novembre 2017 sur Windows, Nintendo Switch, PlayStation 4 et Xbox One.

## Synopsis
Aidé par un être mystérieux se nommant Infinite, Dr. Eggman a réussi à conquérir la majorité de la Terre, employant une armée de vilains sous ses commandements, comprenant Shadow the Hedgehog, Metal Sonic, Chaos et Zavok. Pour combattre les forces d'Eggman, Sonic et ses amis forment une résistance, rassemblant d'autres rebelles à leur cause. Rejoint par son passé d'une autre dimension et une recrue de la résistance, Sonic tente de mettre fin au règne d'Eggman,.

## Système de jeu
Le système de jeu est basé sur celui des précédents opus, tel que Sonic Generations et Sonic Colours comme le montre le trailer de présentation. Le jeu reprend le système des Wisps qui transformaient Sonic dans Sonic Colours et l'alternance de phases 2D et 3D inspirés respectivement de la jouabilité des jeux originaux et des jeux plus modernes.
Comme dans Sonic Generations, le Sonic moderne du présent et le Sonic classique du passé, s'associent pour arrêter le Dr. Eggman et certains ennemis connus des jeux précédents tels que Chaos de Sonic Adventure, Shadow de Sonic Adventure 2, Metal Sonic de Sonic CD ou encore Zavok, le chef des Zetis de Sonic Lost World. Cependant, le Dr. Eggman s'est fait un nouvel allié en la personne d'Infinite, un être étrange qui pourrait bien mettre le hérisson bleu en mauvaise posture...

### Niveaux
Le jeu est divisé en trente étapes répartit sur toute la planète et sur le Death Egg.
1. Green Hill : Lost Valley  (Sonic)
2. Chemical Plant : Spaceport  (Avatar)
3. City : Ghost Town  (Sonic Rétro)
4. Death Egg : Prison Hall  (Avatar)
5. Death Egg : Boss : Zavok  (Sonic)
6. Death Egg : Egg Gate  (Sonic)
7. Green Hill : Arsenal Pyamid  (Sonic et Avatar)
8. Mystic Jungle : Luminous Forest
9. Mystic Jungle : Boss : Infinite
10. Green Hill
11. Boss : Eggman/Egg Dragoon
12. Park Avenue
13. Casino Forest
14. Aqua Road
15. Sunset Heights
16. Capital City
17. VS Infinite (Avatar)
18. Chemical Plant
19. Red Gate Bridge
20. Guardian Rock
21. Network Terminal
22. Death Egg
23. Metropolitan Highway
24. Null Space
25. Imperial Tower
26. Mortar Canyon
27. VS Infinite (Sonic & Avatar)
28. Iron Fortress
29. Final Judgement
30. VS Death Egg Robot

## Épisode Shadow
Sonic Forces: ÉPISODE SHADOW est un contenu téléchargeable gratuit sorti en même temps que Sonic Forces. C'est un préquel relatant les événements qui précèdent l'arrivée d'Infinite vu du côté de la Team Dark (Shadow, Rouge et Omega).

### Synopsis
Six mois précédant les événements de Sonic Forces, l’agent Rouge envoya E-123 Omega enquêtait sur la création d'une nouvelle arme du Dr. Eggman. Faute de retour de sa part, elle confie la mission à Shadow de rejoindre le robot en territoire ennemi pour découvrir ce que le Docteur préparait… Sur place, Shadow sera confronté au puissant Infinite qui veut se venger de ce dernier… 

### Niveaux
1. City : Territoire ennemi
2. Mystic Jungle : Site d’Eggman
3. Green Hill : Réalité virtuelle

## Développement
Sonic Forces a été développé par Sonic Team, la même équipe qui avait précédemment développé Sonic Colours et Sonic Generations, et dirigé depuis longtemps par Takashi Iizuka, le producteur des séries Sonic. Le développement du titre a commencé peu de temps après l'achèvement de Sonic Lost World en 2013. Sonic Forces opère avec le Hedgehog Engine 2, une version raffinée du moteur de jeu utilisé dans Sonic Generations et Sonic Unleashed. La bande sonore du jeu est composée par le directeur sonore de la série, Tomoya Ohtani, tandis que Warren Graff, l'écrivain récurrent de la série, contribue au scénario du jeu,. La chanson thème du jeu "Fist Bump", comporte des paroles composées et interprétées par Doug Robb, chanteur du groupe américain Hoobastank.
Le jeu a été annoncé aux côtés de Sonic Mania sous le nom de code Project Sonic 2017 lors de l'anniversaire des 25 ans de la série organisé par Sega à la Comic-Con de San Diego, le 22 juillet 2016,,. La présence de Classic Sonic et de Modern Sonic dans la bande-annonce initiale guide quelques journalistes à croire qu'il s'agissait d'une séquelle à Sonic Generations, mais Iizuka a clarifié qu'il s'agissait d'un titre séparé.
À noter que comme pour Sonic Generations, les personnages du jeu ont leur doublage français, à l'exception d'Infinite et de E-123 Oméga, le nouveau personnage qui fait ses débuts dans ce jeu, le premier étant interprété par Patrick Borg et le second originalment joué par Thierry Buisson, désormais joué par Luc Boulad.

## Voix françaises
- Alexandre Gillet : Sonic
- Marie-Eugénie Maréchal : Tails
- Sébastien Desjours : Knuckles
- Marc Bretonnière : Dr Eggman
- Patrick Borg : Infinite
- Naïké Fauveau : Amy
- Benoit DuPac : Shadow
- Marie Lenoir : Rouge
- Hervé Grull : Silver
- Phillipe Roullier : Vector
- Antoine Nouel : Espio
- Benoît Allemane : Zavok
- Marie Millet : Charmy Bee
- Tony Marot : Orbot
- Benjamin Pascal : Cubot
- Luc Boulad : E-123 Omega

## Accueil
Sonic Forces reçoit des critiques plutôt mitigées ou moyennes en obtenant un score de 57% sur Metacritic basé sur 46 critiques.